# Alexis Elizalde
Alexis Elizalde Estévez, né le 19 septembre 1967 à La Havane, est un athlète cubain spécialiste du lancer du disque.

## Biographie

### Palmarès
| Date | Compétition                              | Lieu          | Résultat | Performance |
| ---- | ---------------------------------------- | ------------- | -------- | ----------- |
| 1986 | Championnats CAC juniors                 | Mexico        | 2e       | 48,96 m     |
| 1991 | Universiade d'été                        | Sheffield     | 3e       | 59,04 m     |
| 1993 | Jeux d'Amérique centrale et des Caraïbes | Ponce         | 1er      | 61,24 m     |
| 1993 | Universiade d'été                        | Buffalo       | 1er      | 62,98 m     |
| 1994 | Coupe du monde des nations               | Londres       | 2e       | 61,50 m     |
| 1995 | Championnats du monde                    | Göteborg      | 7e       | 63,28 m     |
| 1995 | Jeux panaméricains                       | Mar del Plata | 2e       | 62,00 m     |
| 1996 | Jeux olympiques d'été                    | Atlanta       | 9e       | 62,70 m     |
| 1997 | Championnats CAC                         | San Juan      | 1er      | 64,28 m     |
| 1998 | Jeux d'Amérique centrale et des Caraïbes | Maracaibo     | 1er      | 65,00 m     |
| 1998 | Championnats ibéro-américains            | Lisbonne      | 1er      | 61,45 m     |
| 1998 | Coupe du monde des nations               | Johannesburg  | 6e       | 62,53 m     |
| 1999 | Jeux panaméricains                       | Winnipeg      | 2e       | 61,99 m     |

### Records
| Épreuve          | Performance | Lieu        | Date            |
| ---------------- | ----------- | ----------- | --------------- |
| Lancer du disque | 65,76 m     | Guadalajara | 25 juillet 1997 |